# Tso Kai-kwong
Pour les articles homonymes, voir Tso.
Dans ce nom, le nom de famille, Tso, précède le nom personnel.
Tso Kai-kwong, né le 25 juillet 2000, est un coureur cycliste hongkongais. Il participe à des compétitions sur route et sur piste.

## Biographie
En mars 2024, il décroche la médaille de bronze dans l'omnium aux championnats d'Asie,.

## Palmarès sur piste

### Championnats d'Asie
- New Delhi 2024
  -  Médaillé de bronze de l'omnium

### Championnats nationaux
- 2017
  - 2e du championnat de Hong Kong de vitesse juniors
  - 3e du championnat de Hong Kong de course aux points juniors
- 2025
  - 2e du championnat de Hong Kong de l'omnium[3]

## Palmarès sur route

### Par année
- 2017
  - 3e du championnat de Hong Kong du contre-la-montre juniors

### Classements mondiaux
| Année                                 | 2023 |
| ------------------------------------- | ---- |
| UCI Asia Tour                         | 361e |
|                                       |      |
| Légende : nc = non classéSource : UCI |      |